# Insane Love
Insane Love è il quinto EP del gruppo musicale sudcoreano Sistar, pubblicato nel 2015 dall'etichetta discografica Starship Entertainment insieme a LOEN Entertainment.
È l'ultimo album rilasciato dal gruppo prima dello scioglimento.

## Tracce
1. I Like That – 3:41
2. Come and Get Me (끈; Kkeun) – 3:06
3. Say! Yes (해볼래; Haebollae) – 3:08
4. Yeah Yeah – 3:49
5. Say I Love You – 3:49
6. My Sad Lullaby (이불 덮고 들어; Ibul Deopgo Deureo) – 3:25
7. I Like that (Instrumental) – 3:41

## Classifiche
| Classifica (2016) | Posizione massima |
| ----------------- | ----------------- |
| Corea del Sud     | 3                 |